# 水素化バリウム
水素化バリウム（すいそかバリウム）は、化学式BaH2で表される物質である。バリウムヒドリドなどという。空気を遮断して金属バリウムに水素ガスを直接反応させれば得られる。

## 概要
水とは、激しく反応して水酸化バリウムの水溶液になる。